# Stazione meteorologica di Mareson di Zoldo
La stazione meteorologica di Mareson di Zoldo è la stazione meteorologica di riferimento relativa all'omonima località del territorio comunale di Val di Zoldo.

## Coordinate geografiche
La stazione meteorologica è situata nell'Italia nord-orientale, nel Veneto, in provincia di Belluno, nel comune di Val di Zoldo, in località Mareson di Zoldo, a 1.260 metri s.l.m. e alle coordinate geografiche 46°24′N 12°06′E.

## Dati climatologici
Secondo i dati medi del trentennio 1961-1990, la temperatura media del mese più freddo, gennaio, si attesta a -3,4 °C, mentre quella del mese più caldo, luglio, è di +15,3 °C .
| Mareson di Zoldo   | Mesi | Mesi | Mesi | Mesi | Mesi | Mesi | Mesi | Mesi | Mesi | Mesi | Mesi | Mesi | Stagioni | Stagioni | Stagioni | Stagioni | Anno |
| Mareson di Zoldo   | Gen  | Feb  | Mar  | Apr  | Mag  | Giu  | Lug  | Ago  | Set  | Ott  | Nov  | Dic  | Inv      | Pri      | Est      | Aut      | Anno |
| ------------------ | ---- | ---- | ---- | ---- | ---- | ---- | ---- | ---- | ---- | ---- | ---- | ---- | -------- | -------- | -------- | -------- | ---- |
| T. max. media (°C) | 1,4  | 4,0  | 7,0  | 10,6 | 14,4 | 19,1 | 21,5 | 21,0 | 17,7 | 12,3 | 6,5  | 2,3  | 2,6      | 10,7     | 20,5     | 12,2     | 11,5 |
| T. min. media (°C) | −8,1 | −6,7 | −3,7 | 0,2  | 3,7  | 7,1  | 9,1  | 8,7  | 6,0  | 1,9  | −1,9 | −5,9 | −6,9     | 0,1      | 8,3      | 2,0      | 0,9  |